# 瓜达梅胡德新镇
瓜达梅胡德新镇，是西班牙卡斯蒂利亚-拉曼恰昆卡省的一个市镇。总面积31平方公里，总人口118人（2001年），人口密度4人/平方公里。